# Brzezie (województwo pomorskie)
Brzezie (kaszub. Brzezé) – wieś w Polsce położona w województwie pomorskim, w powiecie człuchowskim, w gminie Rzeczenica przy drodze krajowej nr . 
Wieś jest siedzibą sołectwa Brzezie, w którego skład wchodzą również miejscowości Trzmielewo i Jeziernik.
W latach 1945–54 siedziba gminy Brzezie. W latach 1954–1971 wieś należała i była siedzibą władz gromady Brzezie, po jej zniesieniu w gromadzie Rzeczenica. W latach 1975–1998 miejscowość administracyjnie należała do województwa słupskiego.
W 2021 rozpoczęto budowę obwodnicy miejscowości w ramach programu 100 obwodnic. Obwodnicę udostępniono w 2022 roku.

## Zabytki
Według rejestru zabytków NID na listę zabytków wpisany jest szachulcowy kościół parafialny pw. św. Wawrzyńca z XVIII w., nr rej.: A-62 z 26.10.1954. Wystrój wnętrza rokokowy.